# Георги Мишев (емигрантски деец)
Георги Констнтинов Мишев е български емигрантски деец, активист на Българското национално движение.

## Биография
Роден е на 6 май 1915 година в струмишкото село Моноспитово, тогава в Царство България, в протестантското семейство на революционера Костадин Мишев. Учи в Свободния университет в София, но не завършва. В 1941 година е назначен за кореспондент на търговското съветничество в Прага, Протекторат Бохемия и Моравия. В 1942 година е преместен в столицата на Третия Райх Берлин, а в 1942 – 1944 година работи като чиновник в българското консулство в Берлин.
След края на Втората световна война Мишев не се завръща в окупираната от съветски войски България. Остава да живее в Западен Берлин, където става активист на Българското национално движение и влиза в ръководството на организацията.